# 圣霍安-莱斯丰特斯
桑特霍安莱斯丰特斯，是西班牙加泰罗尼亚赫罗纳省的一个市镇。总面积32平方公里，总人口2719人（2001年），人口密度85人/平方公里。